# Ward Goodenough
Ward Hunt Goodenough (30 de mayo de 1919 - 9 de junio de 2013) fue un antropólogo estadounidense, que ha hecho contribuciones a los estudios de parentesco, la antropología lingüística, los estudios transculturales, y la antropología cognitiva.

## Biografía y Obra Mayor
Goodenough nació el 30 de mayo de 1919, en Cambridge (Massachusetts), donde su padre era estudiante de posgrado en Harvard Divinity School. Cuando era niño su familia se trasladó entre Europa y Alemania,  como su padre llevó a cabo investigaciones en un doctorado. Como resultado Goodenough desarrolló un interés temprano por el  alemán y las lenguas en general. Empezó a asistir a la escuela de Groton de 1932 a 1937 comenzó a estudiar en la Universidad de Cornell. Se especializó  en lenguas y literaturas escandinavas, pero también fue influenciado por el psicólogo Leonard S. Cottrell, Jr. y el antropólogo Lauriston Sharp. Obtuvo una B.A. en 1940,  decidió realizar estudios de posgrado en antropología. Se graduó  en la escuela de posgrado en la Universidad de Yale, pero sus estudios fueron interrumpidos por la Segunda Guerra Mundial. 
Durante la guerra, Goodenough trabajó bajo Samuel Stouffer en la Unidad de investigación de la División de Población del Departamento de Guerra de Información y Educación, entre otros cargos.  Durante este período desarrolló experiencia en métodos de investigación cuantitativos, así como la psicología social clínica.
Después de la guerra, Goodenough regresó a Yale. Allí, él era un estudiante de George Peter Murdock, quien supervisó su disertación. También tomó clases con Bronislaw Malinowski y Ralph Linton. En 1947, Goodenough se convirtió en parte del equipo de investigadores que participaban en la investigación coordinada de Micronesia Antropologíca, un proyecto a gran escala dirigido por Murdock y financiado por la Oficina de Investigación Naval. La asignación de Murdock fue para el estudio de la conducta social y la religión. Él hizo el trabajo de campo en Chuuk Lagoon con Murdock durante siete meses en 1947. Esta investigación fue diseñada para proporcionar la información básica del gobierno estadounidense acerca de Micronesia, que había adquirido de los japoneses al final de la guerra. También se convirtió en un momento central en la historia de los estudios de Micronesia y se convirtió en el inicio de la etnografía moderna en esa área. 
Goodenough completó su doctorado con la tesis titulada "Gramática de la Interacción Social" en 1949. Más tarde fue reelaborada y publicada como Property, Kin, and Community on Truk. Marshall y Caughey lo describen como "la principal publicación resultante de CIMA, uno de los clásicos perdurables de la etnografía del Pacífico" De 1948 a 1949, Goodenough celebró un puesto de profesor en Antropología en la Universidad de Wisconsin-Madison. Se trasladó a la Universidad de Pensilvania en 1949, donde permaneció hasta su jubilación en 1989 En 1951 llevó a cabo el trabajo de campo adicional en Kiribati,  en 1954 organizó a un grupo de sus estudiantes de posgrado en una investigación etnográfica de colaboración de Nueva Bretaña, en Papúa Nueva Guinea. Esto incluyó antropólogos como Ann Chowning y Charles Valentine y Edith Valentine. 
A mediados de los años cincuenta Goodenough se ganó una reputación como teórico antropológico clave. En documentos como "Análisis componencial y el estudio del significado" fue pionero en un estudio científicamente riguroso de la cultura, pero él era activo en otros frentes también su larga cooperación, volumen en el cambio: un enfoque antropológico para el Desarrollo de la Comunidad (1963) fue una importante contribución a la antropología aplicada, y también completó un libro de texto titulado “Cultura, Lenguaje y Sociedad “(1971). En 1968 fue invitado a dar las conferencias Lewis Henry Morgan, uno de los más altos honores en la antropología americana, que fueron publicadas más tarde como descripción y comparación en Antropología Cultural. A lo largo de su carrera Goodenough continuó produciendo trabajos etnográficos especializados en Micronesia, sobre todo un diccionario Trukese-Inglés (1990) y una monografía sobre las tradiciones religiosas precristianas en Chuuk titulado “Bajo Brow del cielo” (2002). A medida que madura Good Enough continuó ganando en eminencia y recibió honores y premios adicionales. Él sirvió como el presidente de la Sociedad de Antropología Aplicada en 1963, fue el editor del antropólogo americano (la revista top en la antropología americana), 1966-1970, fue elegido miembro de la sección de Antropología de la Academia Nacional de Ciencias en 1971, y era también el presidente del Instituto sobre Religión en una era de la Ciencia en 1987. Él sirvió como el jefe de departamento de Penn, de 1976 a 1982 Goodenough ha declarado también profesor visitante en la Universidad de Cornell, la Universidad de Swarthmore, Bryn Mawr College de la Universidad de Hawái, la Universidad de Wisconsin en Milwaukee, la Universidad de Yale, la Universidad de Colorado, la Universidad de Rochester, y en el Colegio de San Patricio en Irlanda.

## Principales ideas y aportaciones.
Su obra más conocida es el desarrollo de un método para aplicar el análisis componencial para el estudio de la terminología de parentesco, y sus desacuerdos con David M. Schneider sobre el valor de los análisis formales de la terminología de parentesco. También desarrolló la teoría de estado / Papel de Ralph Linton, también la aplicación de un análisis componencial estructural.